# Sedantag

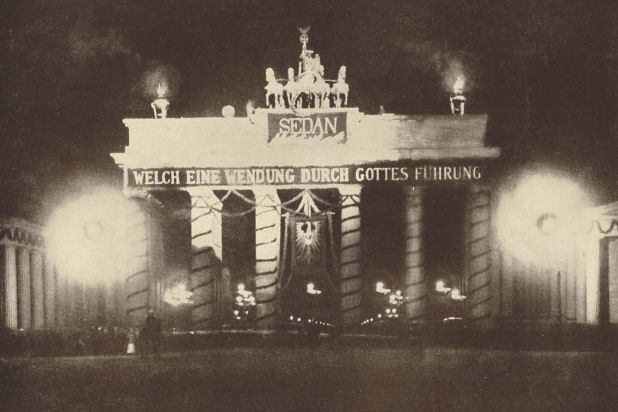
La porte de Brandebourg à Berlin pavoisée pour le Sedantag de 1898, portant l'inscription : « Sedan, quel tournant sous la conduite de Dieu »

Le Sedantag (« jour de Sedan ») était une journée commémorative célébrée chaque année le 2 septembre à l'époque de l'Empire wilhelminien (1871-1918). Elle commémorait le 2 septembre 1870, jour qui vit la victoire décisive des troupes prussiennes sur les Français près de la ville de Sedan dans le département des Ardennes, au cours de la guerre franco-prussienne de 1870-1871. Pendant la bataille de Sedan, l'Empereur des Français  Napoléon III fut fait prisonnier par les troupes prussiennes.

## À la recherche d'unefête nationale
Après la création de l'Empire allemand, proclamé le 18 janvier 1871 au château de Versailles, de nombreuses voix s'élevèrent dans l'Allemagne récemment unifiée pour demander une fête nationale commune aux 25 États fédérés. Il était logique de proposer pour cela de commémorer la proclamation de l'Empire, le 18 janvier 1871.
Dès le printemps de 1871, un groupe de personnalités issues des milieux protestants et libéraux adressèrent une pétition à l'Empereur Guillaume Ier, lui demandant de fixer un jour pouvant être célébré comme jour de la fondation du Reich. L'Empereur refusa la date du 18 janvier, arguant du fait que cette date était aussi celle du premier couronnement d'un souverain prussien (Frédéric Ier fut couronné « roi en Prusse » le 18 janvier 1701), et que cette date ne devait pas être éclipsée par un jour férié pan-allemand. Il espérait plutôt, au lieu d'une fête instituée d'en haut, que le souvenir des événements de la guerre serait entretenu au sein de la population par des commémorations spontanées, comme cela avait été le cas pour la  «bataille des Nations » de Leipzig (1813). 
En juin 1872, le pasteur Friedrich Wilhelm Bodelschwingh, qui exerçait son ministère en Westphalie, entreprit une deuxième tentative et proposa la date du 2 septembre, date de la capitulation de Napoléon III à la bataille de Sedan, événement étroitement lié à la fondation de l'Empire, afin d'en faire une fête exprimant la gratitude populaire et célébrant la paix.  
Jusqu'en 1873, le Sedantag s'imposa peu à peu comme fête nationale, au détriment du jour de la fondation de l'Empire (le 18 janvier 1871) ou de cérémonies de printemps commémorant la conclusion du traité de Francfort (10 mai 1871), qu'on avait également envisagé de célébrer chaque année, telles que la municipalité de Berlin les avait par exemple encouragées. Cependant, ces cérémonies ne revêtirent jamais un caractère officiel, car Guillaume Ier se refusa de le proclamer fête nationale. Il n'eut jamais non plus l'importance de la fête célébrant l'anniversaire de l'Empereur (Kaiser-Geburtstag, le 27 janvier sous Guillaume II), à l'occasion de laquelle on organisait un peu partout des « défilés de l'Empereur » (Kaiserparaden). Cependant, comme le Sedantag fut célébré à partir de 1873 par ordonnance du ministère prussien de l'éducation sous forme de cérémonies organisées dans les écoles et les universités, il revêtait au moins le caractère d'un jour officiel de commémoration de la guerre franco-prussienne de 1870-1871. Dans de nombreuses petites villes prussiennes, cette journée était utilisée pour inaugurer des monuments aux morts.

## Sens et contenu des festivités duSedantag

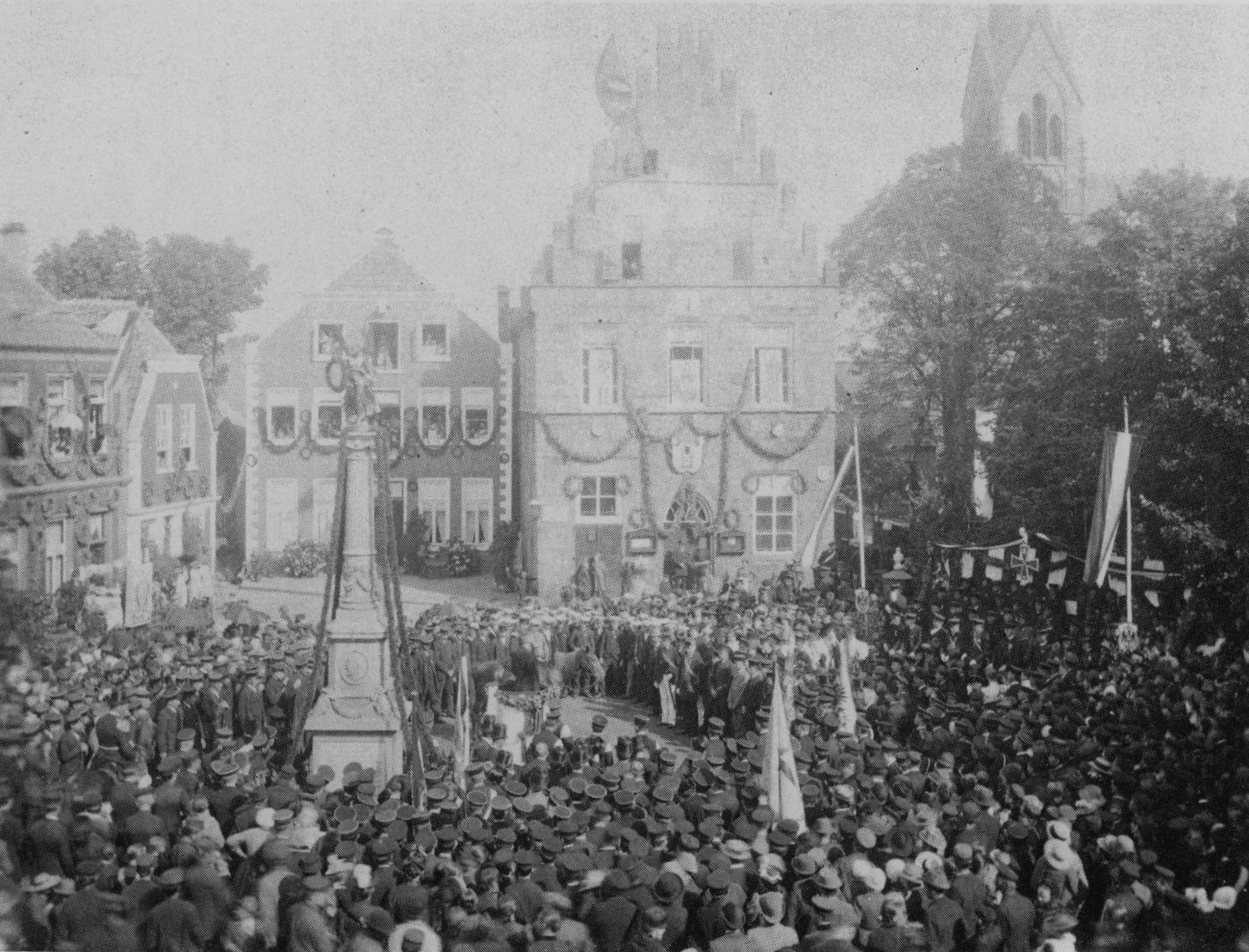
Sedantag à Schüttorf (aujourd'hui en Basse-Saxe), 1895.

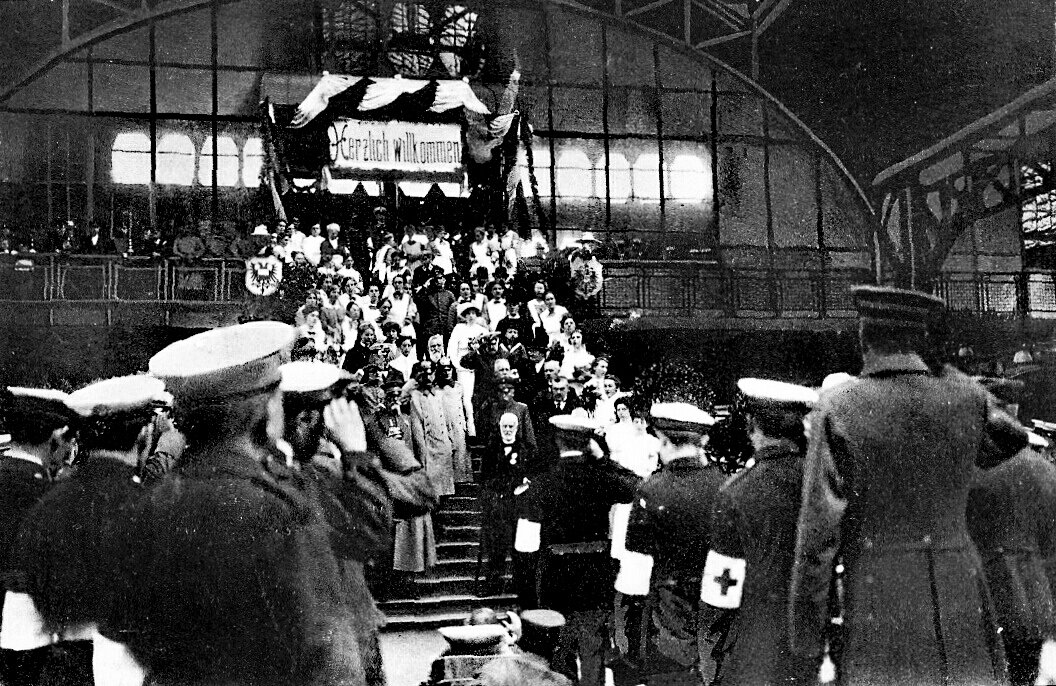
Arrivée de blessés russes captifs, échangés, sur la gare centrale de Lübeck le 2 septembre 1915

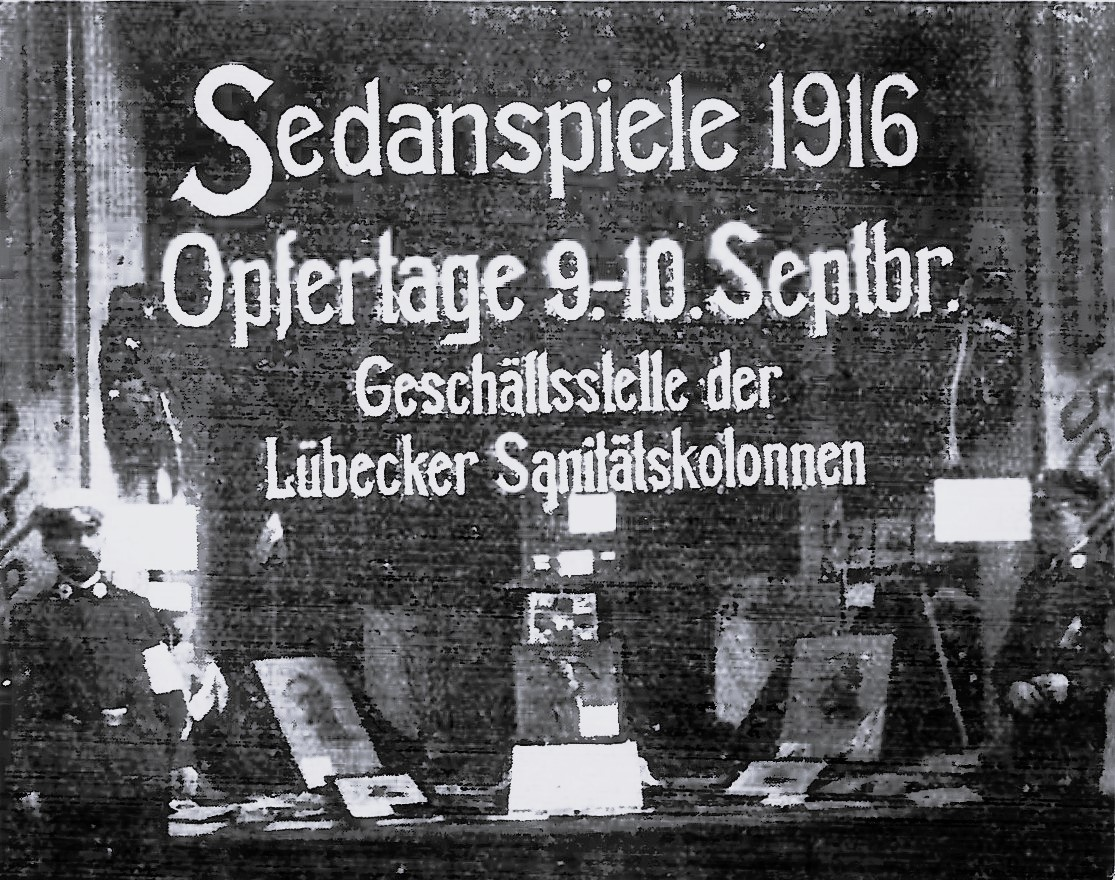
Les trophées exposés du Festival de Sedan, Lübeck.

Depuis le début des commémorations du Sedantag, les opinions divergèrent sur la question des contenus à donner aux festivités. Par l'inauguration le 2 septembre 1873 de la Colonne de la victoire (Siegessäule) à Berlin, décorée de canons pris à l'ennemi au cours de la guerre franco-allemande, on insista nettement sur la composante militaire de l'unification allemande, en particulier par le fait que parmi les invités (des membres de la famille impériale, un grand nombre de princes allemands ainsi que des délégations militaires venues de l'ensemble du Reich), les uniformes dominaient sans aucun doute. Cet aspect fut encore renforcé par le défilé du corps de la garde impériale organisé chaque année à partir de 1873 par l'Empereur Guillaume Ier. Pour Guillaume Ier, le 2 septembre était et restait avant tout une journée en l'honneur de l'armée, en particulier de l'armée prussienne. Certes, pour des raisons de calendrier, les défilés n'avaient pas lieu chaque année le 2 septembre, mais la référence symbolique au Sedantag fut néanmoins maintenue dans les années suivantes et ne s'effaça que sous l'Empereur Guillaume II, après que celui-ci eut repoussé les défilés à la mi-août.
Il y eut toutefois aussi des tentatives parallèles visant à donner une forme civile aux fêtes du Sedantag. Ainsi, la Délégation provinciale (Provinzialausschuss) de Rhénanie-Westphalie proposa d'organiser une fête qu'elle considérait comme « typiquement allemande », s'adressant à l'ensemble de la population : la veille du 2 septembre serait célébrée par des chants patriotiques, des feux de joie et des sonneries de cloches. Le Sedantag lui-même  devait être célébré par des défilés d'anciens combattants et d'officiers, accompagnés par les autorités locales, à travers les rues pavoisées, jusqu'à l'église où on écouterait des panégyriques, des prières d'action de grâce et des prédications. La population prendrait le repas de midi dans le cercle de famille, puis, l'après-midi, des festivités en plein air auraient lieu, avec des fanfares, des discours solennels, des chants patriotiques anciens et nouveaux ainsi que diverses réjouissances populaires. La journée s'achèverait par des illuminations solennelles et de nouveau par des festivités familiales. Dans certaines villes, surtout à Leipzig, Cobourg, Brunswick, Worms et Stettin, outre les organisations militaires comme les associations d'anciens combattants, les associations de gymnastique étaient également intégrées aux festivités.
La rédaction d'une élève de l'école primaire de Bargteheide dans le Holstein, datée du 12 septembre 1912, nous décrit le déroulement d'une célébration scolaire du Sedantag :
Notre fête pour le Sedantag

Cette année, notre fête à l'occasion du Sedantag a été célébrée avec un relief tout particulier. La célébration, qui a lieu d'habitude à l'intérieur de l'école, n'a pas eu lieu. En revanche, nous avons eu une cérémonie bien particulière l'après-midi. Nous avons défilé en rangs serrés jusqu'au terrain de gymnastique, fifres et tambours en tête. Les garçons étaient venus des villages environnants pour participer à la compétition. Des exercices de gymnastique ont été présentés. Nous, les filles, durent former un cercle et danser la ronde. Le soir, on dansa pendant une heure. En guise de conclusion, nous avons chanté  le « Deutschland über alles », et ce fut la fin de cette belle cérémonie. La bataille de Sedan n'a pas été la plus grande bataille, mais la plus importante, parce que Napoléon y a été fait prisonnier. Pour cette raison, le Sedantag est la journée la plus importante. (Cité d'après 100 Jahre Altschulgebäude in Bargteheide 1887–1987 [100 ans de bâtiment scolaire à Bargteheide, 1887-1987]), )
Vers 1890, la signification du Sedantag connut une mutation. Alors qu'auparavant, il était surtout la célébration annuelle d'une victoire militaire à l'occasion de la bataille de Sedan, l'unification dans le cadre du Reich fut dorénavant mise en avant. L'une des raisons de cette mutation était le changement de génération qui s'était opéré dans la dynastie impériale. Guillaume Ier se considérait encore avant tout comme roi de Prusse, et le Sedantag était pour lui la commémoration d'une victoire prussienne ayant eu pour conséquence la création d'un Reich dont il n'avait accepté la couronne qu'à contrecœur.  Son petit-fils Guillaume II en revanche, qui gouverna à partir de 1888, se considérait avant tout comme Empereur allemand, et en tant que tel, il encouragea la composante nationale des célébrations du Sedantag. En même temps, cette journée était pour lui, avant tout, un jubilé militaire, au cours duquel il lançait d'inlassables appels à la discipline et à l'accomplissement du devoir militaire. Ce faisant, il encourageait la constitution d'un mythe de la bataille de Sedan ainsi que le culte de la personnalité autour de son grand-père, comme le montre l'inauguration à cette date de quelques monuments à l'Empereur Guillaume Ier, par exemple en 1894 à Königsberg et en 1896 à Breslau. 
Plus les événements de 1870-1871 s'éloignaient, plus la constitution d'une identité pan-allemande joua, dans la population également, un rôle important. La population, qui avait intériorisé l'existence d'un Reich unifié, se considérait entretemps comme trop allemande pour que le Sedantag puisse rester une affaire strictement prussienne. Une initiative allant dans ce sens fut proposée en 1894 par le Comité central des jeux populaires et de jeunesse, mais ne fut jamais concrétisée. Elle prévoyait de mettre davantage l'accent, lors des cérémonies, sur l'aspect de l'unification du Reich et d'organiser à cet effet, lors du Sedantag, une sorte de Jeux olympiques nationaux.
Le sens à donner au Sedantag fut rendu plus problématique encore par les événements politiques du tournant du siècle. Pendant la répression de la révolte des Boxers en Chine (1899-1901), des troupes allemandes et françaises combattirent côte à côte, avec des objectifs communs. Était-il encore pertinent de célébrer une journée qui, rien que par son nom, glorifiait la victoire déjà ancienne de l'un des frères d'armes sur l'autre et ne cessait de réveiller en France les souvenirs douloureux de la défaite et de l'annexion de l'Alsace-Lorraine ? En réalité, au tournant du siècle, l'intérêt pour le Sedantag diminua considérablement en Allemagne, même si des tentatives furent entreprises pour maintenir vivant le souvenir des événements en publiant des « Sedanbüchlein » (opuscules consacrés à la victoire de Sedan) qui décrivaient et glorifiaient le déroulement de la guerre. Ce n'est qu'au moment des jubilés, par exemple lors du 25e anniversaire en 1895 ou lors du 40e anniversaire en 1910 qu'il fut possible de réactiver brièvement l'idée des cérémonies du Sedantag. Dans l'Almanach de Gotha de 1897, le Sedantag est encore mentionné comme jour férié dans dix États fédérés, mais en 1915, cette classification est totalement absente, et on ne mentionne des manifestations que dans six États – le déclenchement de la Première Guerre mondiale jouant à vrai dire un rôle majeur dans celles-ci.
La mort définitive du Sedantag survint le 27 août 1919, lorsque le Ministère de l'Intérieur de la République de Weimar déclara qu'il ne donnerait dorénavant plus lieu à des célébrations, dans la mesure où celles-ci étaient anachroniques.

## Résistances auSedantag
Le Sedantag ne peut tout d'abord pas s'imposer dans tout le Reich. Dans les États du Sud de l'Allemagne surtout, dont les troupes n'avaient pas été impliquées dans la bataille, il fut considéré comme un jour férié prussien. 
En Bavière, on préférait pour cette raison commémorer la bataille de Reichshoffen (en allemand Schlacht bei Wörth, 6 août 1870), à laquelle avaient essentiellement participé des troupes bavaroises, ou encore on célébrait tout d'abord le 10 mai, date du traité de Francfort. En outre, des « tendances particularistes contradictoires » entravèrent la généralisation des célébrations du Sedantag, dans la mesure où on n'acceptait que très difficilement la création du nouveau Reich. Dans le Reichsland d'Alsace-Lorraine, il n'était pas possible de généraliser les célébrations, eu égard aux habitants se considérant comme Français, et au grand-duché de Bade, les associations locales d'anciens combattants ont tout d'abord célébré les batailles de Belfort et Nuits-Saint-Georges, dans lesquelles des troupes badoises avaient joué un rôle éminent. On voit ici clairement quel rôle a joué la relation personnelle à la guerre de 1870-1871 et à ses différentes batailles, surtout chez les anciens combattants. Le grand-duc de Bade, exprimant ainsi le scepticisme de tous les États du Sud de l'Allemagne vis-à-vis de la domination prussienne et du manque de dimension nationale du Sedantag, s'est pour cette raison prononcé en faveur du 18 janvier, jour de la fondation de l'Empire allemand, comme fête nationale du Reich unifié. 
Outre les résistances régionales, il y eut aussi de fortes résistances politiques. La partie catholique de la population du Reich, par exemple, boycotta les cérémonies du Sedantag pour protester contre le Kulturkampf décrété par Otto von Bismarck dans les années 1870. L'évêque de Mayence, Wilhelm Emmanuel von Ketteler, interdit même, en 1874, de sonner les cloches le 2 septembre. Pour lui, le Sedantag symbolisait non pas la victoire de l'Allemagne sur la France et l'unité nationale qui s'ensuivit, mais plutôt la défaite de l'Église catholique face à Bismarck et au protestantisme national-libéral.
La social-démocratie elle aussi refusait le Sedantag, tout d'abord pour protester contre les lois antisocialistes (Sozialistengesetze) adoptées en 1874, d'autre part à cause du caractère anti-français des célébrations. Pour la social-démocratie, le patriotisme outrancier (Hurra-Patriotismus) et plus généralement l'exaltation de la guerre et du militarisme - ainsi que l'annexion de l'Alsace-Lorraine - constituait une atteinte à l'internationalisme qu'elle préconisait. C'est pourquoi elle célébrait ostensiblement le 18 mars, jour du soulèvement de la Commune de Paris (1871). En 1895, la protestation culmina par l'envoi d'un télégramme aux camarades français, à qui on proposait « des salutations et une poignée de main », tout en se prononçant contre « la guerre et le chauvinisme ». Quand, la même année, lors du « jubilé d'argent », les ouvriers et employés des entreprises d'État et des entreprises dépendant de l'administration du Reich, ainsi que de quelques entreprises privées (comme les usines Krupp à Essen), se virent accorder un jour de congé (non rémunéré toutefois), la manœuvre fit long feu. Guillaume II réagit violemment aux protestations social-démocrates. Des tracts furent saisis, des rédacteurs arrêtés pour crime de lèse-majesté. Même dans les années qui suivirent, jusqu'à l'abolition du Sedantag en août 1919, le monde ouvrier ne put jamais être totalement intégré aux célébrations, de sorte que le Sedantag resta avant tout une fête de la bourgeoisie fidèle à l'Empereur, de la noblesse, ainsi que de l'armée et des fonctionnaires prussiens.

### Sources
- Jean-Jacques Becker, France en guerre (1914-1918), Paris : Complexe, p. 130.
- Florentine Gebhart, « Erinnerung an das Sedanfest in den 1870er Jahren » [Souvenirs du Sedantag dans les années 1870], in : Blätter aus dem Lebensbilderbuch, Berlin, 1930, p. 51–54. Réimprimé in : Jens Flemmin (édit.): Quellen zur Alltagsgeschichte der Deutschen vom Mittelalter bis heute. Band 7. 1871–1914 [Sources pour l'histoire de la vie quotidienne des Allemands, du Moyen Âge à nos jours, vol. 7, 1871-1914]. Darmstadt, Wissenschaftliche Buchgesellschaft, 1997  (ISBN 3-534-11496-5), p. 61-64 ; accès libre en PDF).
- Thomas Rohkrämer, Der Militarismus der „kleinen Leute“. Die Kriegervereine im Deutschen Kaiserreich 1871–1914 [Le militarisme des « petites gens ». Les associations d'anciens combattants dans l'Empire allemand, 1871-1914]. (= Beiträge zur Militärgeschichte (Contributions à l'histoire militaire) ; vol. 29). Munich, Oldenbourg, 1990  (ISBN 3-486-55859-5) (également thèse de doctorat, université de Fribourg-en-Brisgau, 1989).
- Fritz Schellack : Nationalfeiertage in Deutschland 1871 bis 1945 [Fêtes nationales en Allemagne, 1871-1945]. Francfort-sur-le-Main, etc., Peter Lang, 1990  (ISBN 3-631-42524-4) (également thèse de l'université de Mayence, 1989).
- Jakob Vogel : Nationen im Gleichschritt [Nations marchant au pas]. [Kritische Studien zur Geschichtswissenschaft (études critiques pour contribuer à la science historique) ; vol. 118]. Göttingen, Vandenhoeck & Ruprecht, 1997  (ISBN 3-525-35781-8) (également thèse de doctorat, Université Libre de Berlin, 1995).
- Rüdiger Wulf : „Hurra, heut ist ein froher Tag, des Kaisers Wiegenfest!“ Schulfeiern zum Kaisergeburtstag und zum Sedantag des Kaiserreichs [« Hourrah, aujourd'hui est un jour joyeux, l'anniversaire de l'Empereur ». Fêtes scolaires pour l'anniversaire de l'Empereur et le Sedantag sous l'Empire, in : Jochen Löher et Rüdiger Wulf (édit.): „Furchtbar dräute der Erbfeind!“ Vaterländische Erziehung in den Schulen des Kaiserreichs 1871–1918 [« L'ennemi héréditaire, une affreuse menace ! » L'éducation patriotique dans les écoles de l'Empire allemand, 1871-1918]. [Schriftenreihe des Westfälischen Schulmuseums Dortmund (Revue du Musée scolaire de Westphalie, Dortmund), vol. 3]. Dortmund, Westfälisches Schulmuseum, 1998, p. 57–95.
- Landeshauptarchiv Koblenz, Landesarchivverwaltung Rheinland-Pfalz (Archives centrales de Rhénanie-Palatinat, Coblence, Administration des archives de Rhénanie-Palatinat) : Vor 100 Jahren – Der Sedantag am 2. September 1899 (Il y a 100 ans - le Sedantag du 2 septembre 1899) (Site des archives)